# Las Llanas (Burgos)

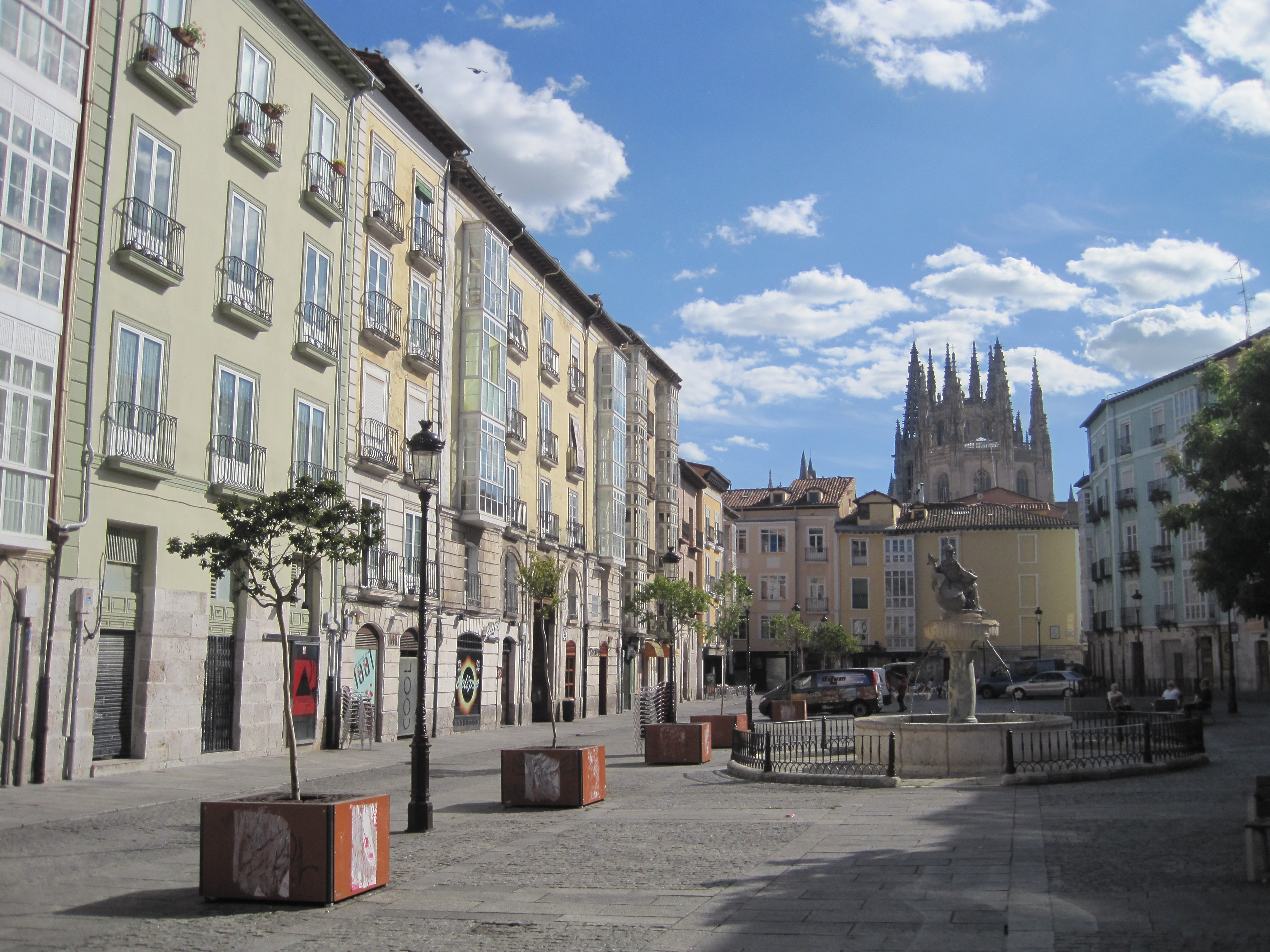
Vista de la Calle de La Flora, con la catedral al fondo

En Burgos se conoce con el nombre de las Llanas al espacio aledaño comprendido al este de la catedral, entre las calles Laín Calvo y Fernan González, incluyendo la calle Huerto del Rey. La zona es un conjunto arquitectónico de traza medieval, formado por iglesias, casas, arcos y plazas. Desde hace décadas es una de las zonas de fiesta de la ciudad, frecuentada principalmente los fines de semana por universitarios y otros jóvenes.
Llana de Afuera es una plaza situada en la fachada este de la catedral, junto a la Capilla de los Condestables, que da acceso a través de dos pasadizos a una plaza interior llamada Llana de Adentro que mediante otro pasaje conecta con la calle de la Virgen de la Paloma.
La calle Huerto del Rey es popularmente conocida como La Flora por la imagen que corona la fuente situada en el centro, que representa a la diosa romana a diosa de las flores, los jardines y la primavera.